# Centrum handlowe Tkalnia
Centrum handlowo-rozrywkowe Tkalnia Pabianice – otwarte 29 czerwca 2019 roku centrum handlowe w Pabianicach na ul. Grobelnej 8 na miejscu byłej fabryki włókienniczej Krusche & Ender. Centrum handlowe zostało zlokalizowane w centrum miasta, w otoczeniu najgęściej zaludnionych dzielnic, pomiędzy Polem Golfowym A&A Arkadia i Parkiem Słowackiego.

## Miejsce z historią
W drugiej połowie XIX w. Pabianice z niewielkiej miejscowości przekształciły się w poważny ośrodek przemysłowy. Mniej więcej na ten czas przypada powstanie zaczątków firmy Krusche & Ender, która później stała się jedną z największych i najnowocześniejszych w kraju, dysponowała 60 tysiącami wrzecion oraz tkalnią z 1900 krosnami.

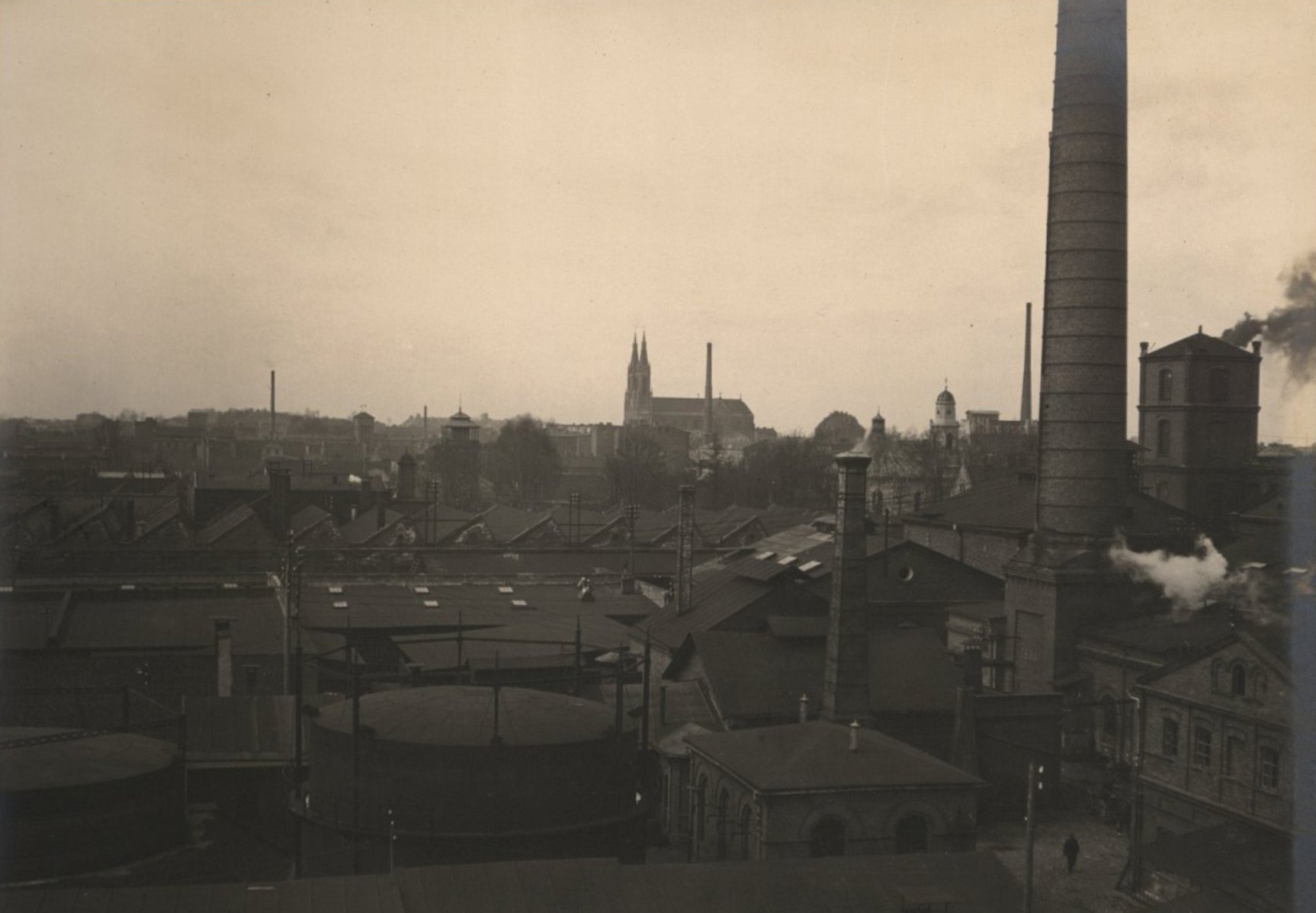
Fotografia Tkalni z 1926 roku

Po wojnie nastąpiła nacjonalizacja, wskutek czego zakłady funkcjonowały pod nazwą imienia Bojowników Rewolucji 1905r., a później w połowie lat 70. Jako Pamotex.
Zatrudniająca ponad 9 tys. Osób fabryka była w krajowej czołówce tej branży. Przestała działać na początku XXI w.
Od tego momentu, w pofabrycznych zabudowaniach, przez lata mieściły się mniejsze i większe firmy oraz zakłady produkcyjne. Z czasem jednak popadały one w ruinę.

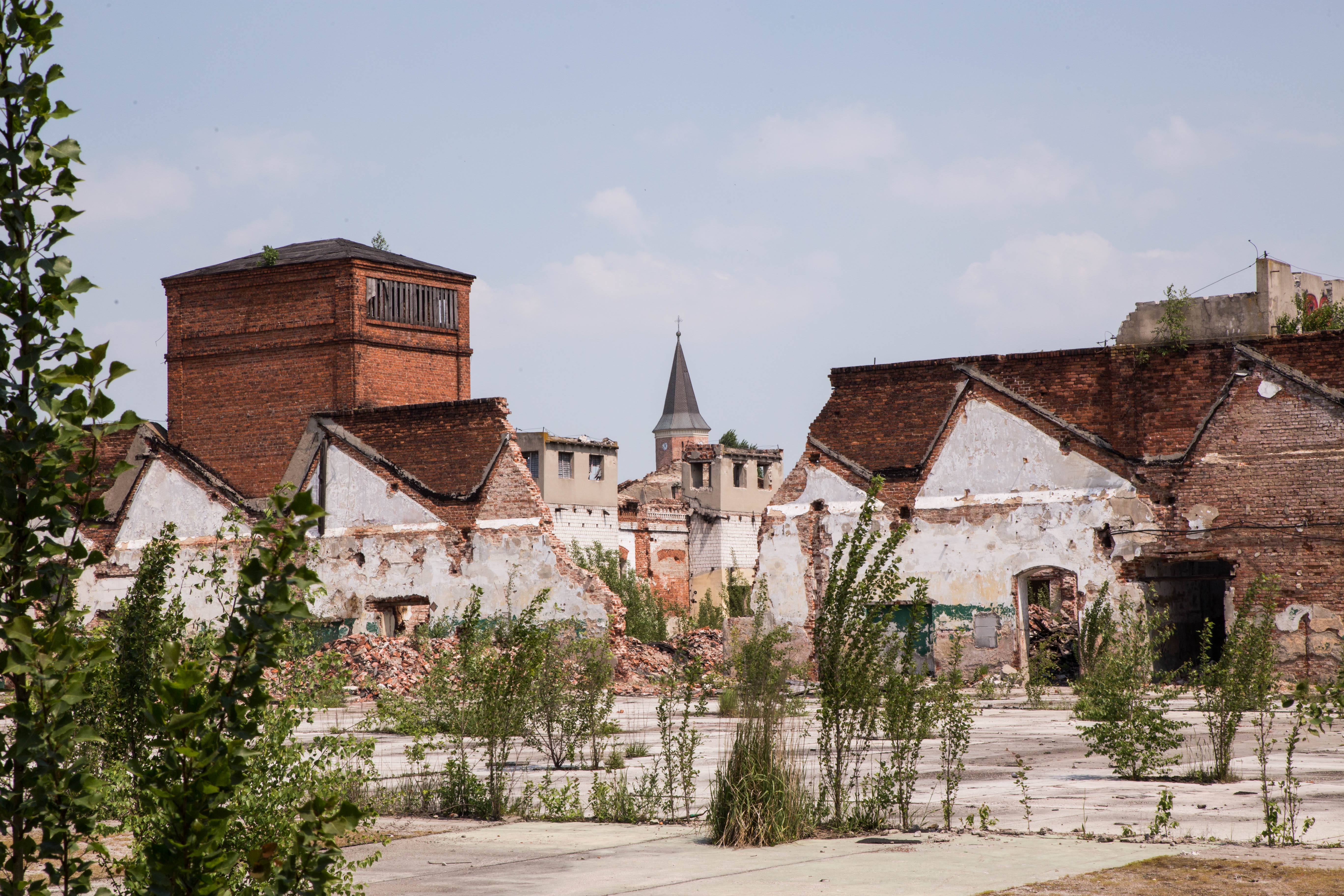
Tkalnia przed budową

W latach 2006/2007 budynki nabyła firma A&A.

## Historia powstania fabryki
1825 r. - Gottlieb Krusche i Anna Rozyna Rolle przyjeżdżają wraz ze swoim synem Beniaminem do Polski. W tym samym roku przeprowadzają się do Pabianic i w 1826 r. decydują się na założenie ręcznej tkalni. Łącznie posiadali 9 warsztatów produkcji bawełny. Beniamin od chwili, gdy przejął zarządzanie rodzinnym przedsiębiorstwem, powiększał skalę jego działalności
1849 r. - Zakłady Beniamina wkraczają w fazę dynamicznego rozwoju i powiększają się o maszynę parową o mocy 8KM. Produkcja obejmuje wyroby bawełniane, wełniane i jedwabie. W 1861 r. Beniamin posiada już 200 warsztatów i zatrudnia 313 robotników.
1913 r. - Fabryka stała się 4 firmą branży bawełnianej w Królestwie Polskim. Jej wyroby słyną z bardzo dobrej jakości, wielokrotnie nagradzanej na różnych wystawach od Petersburga po Wiedeń i Paryż.
1926 r. - Z okazji 100-lecia firmy, Feliks Krusche i Stefan Ender podarowują prezydentowi Polski - Ignacemu Mościckiemu, pamiątkowy album. Dwa lata później zakłady zmieniają nazwę na: Spółka Akcyjna Pabianickich Fabryk Wyrobów Bawełnianych Krusche i Ender. W 1930 r. w wyniku fuzji z Manufakturą Moszczenicką powierzchnia zakładów zwiększa się do ponad 170 ha i zatrudnia 4500 pracowników.

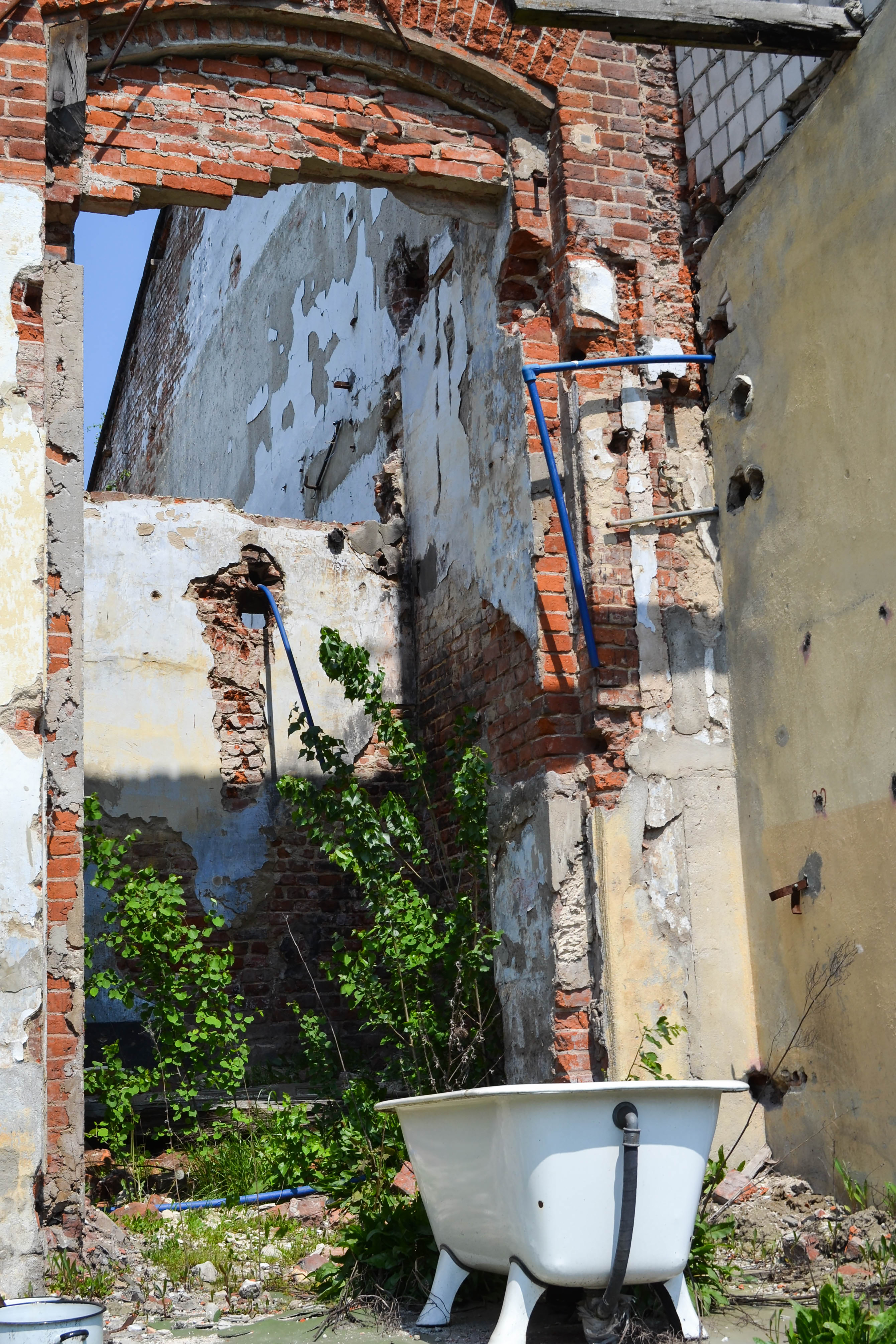
Tkalnia przed rozpoczęciem budowy

1945 r. - Zakłady zostają upaństwowione. 40 małych fabryk bawełnianych rozrzuconych po mieście łączy się z dawną dużą fabryką Kindlera. Powstają Pabianickie Zakłady Przemysłu Bawełnianego.
1955 r. - W 50. rocznice wrzeń rewolucyjnych z lat 1905-1906, które w pabianickich fabrykach miały dramatyczny przebieg, zakłady funkcjonują pod nazwą - Bojowników Rewolucji 1905 roku.
Lata 70' - Pojawia się nazwa "Pamotex", komin o wysokości 140 metrów. Zakłady zatrudniają ponad 9000 pracowników i przez lata pozostają w krajowej czołówce tej branży. Fabryka produkowała tysiące kilometrów tkanin dla armii i cywilnych „przyjaciół” ze Związku radzieckiego. Na początku XXI w. zakłady upadają na skutek utraty rynków zbytu.

## O inwestycji
Centrum handlowe Tkalnia powstało w 2019 roku dzięki inwestycji rodzinnej, łódzkiej firmy A&A Holding, która została stworzona prawie 30 lat temu i obecnie działa na rynku nieruchomości komercyjnych w Łodzi i Pabianicach.
Za komercjalizację obiektu odpowiadała firma The Blue Ocean Investment Group.
Projekt Tkalni powstał w pracowni architektonicznej MAAi, pod kierunkiem Marka Arciszewskiego, który odgrywał wiodącą rolę w projektowaniu i realizacji znaczących inwestycji w Ameryce Północnej, Azji i Europie Środkowej takich jak np.: Fashion Island (Bangkok), Saint Vital Centre (Winnipeg), Galeria Mokotów (Warszawa), Centrum Handlowe Port Łódź czy też Centrum Handlowe Skorosze (Warszawa).
Unikatowa architektura obiektu jest połączeniem najnowocześniejszych rozwiązań funkcjonalnych z kontekstem historycznym. Czerwona cegła na fasadzie budynku nawiązuje do wyglądu fabrycznych zabudowań z XX wieku.

## Sklepy, obiekty

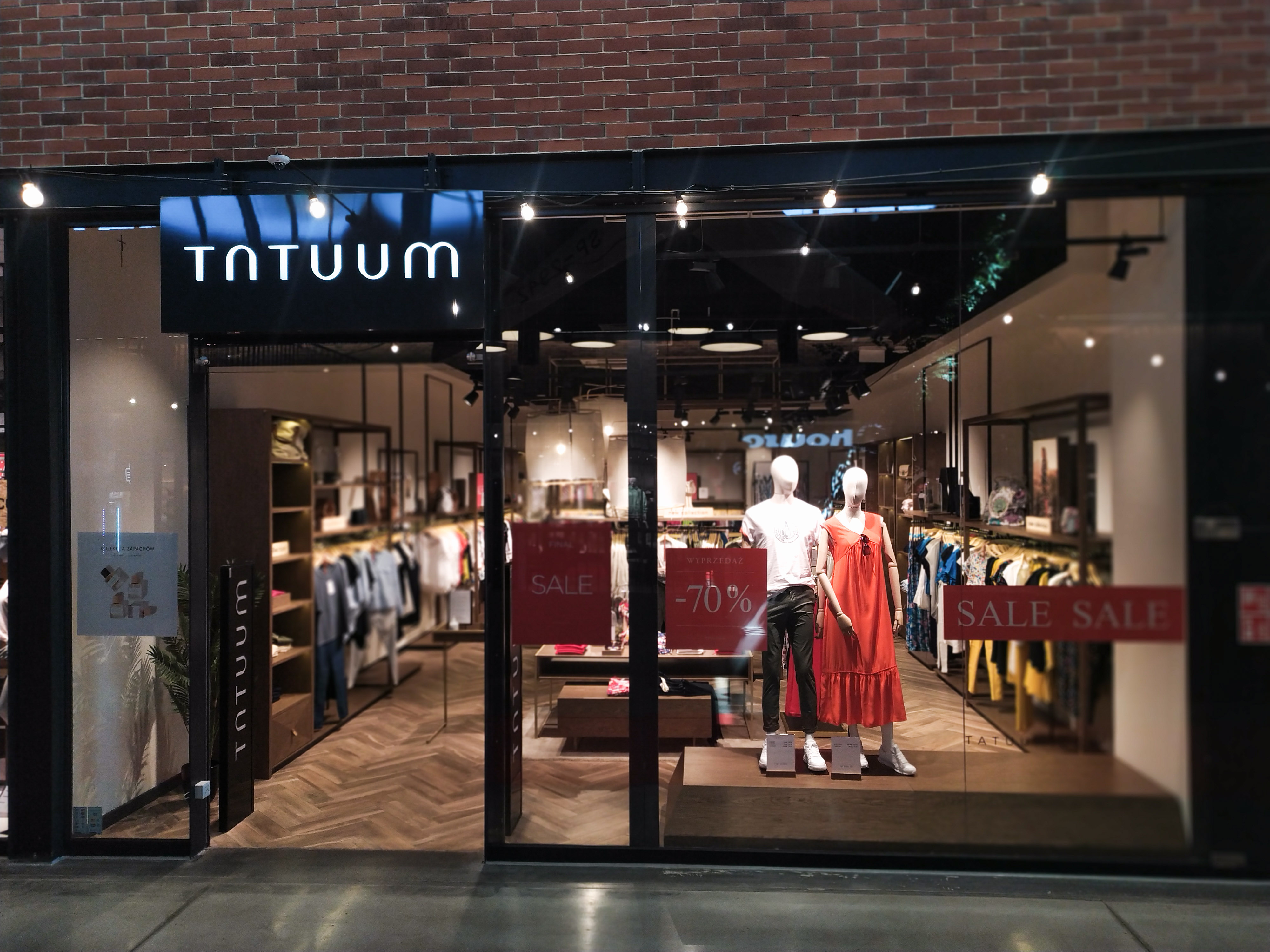
Jeden ze sklepów w pasażu Centrum

W obiekcie o powierzchni najmu 12 000 m.kw. znalazło się 40 sklepów, lokale gastronomiczne oraz pierwszy w Pabianicach multipleks – kino Helios z 4 salami kinowymi.
Na terenie centrum znajduje się duży parking na 230 miejsc parkingowych, który jednocześnie pełni funkcję rynku dla organizacji eventów, wydarzeń oraz koncertów w Tkalni.

## Wyróżnienia
W lutym 2020 roku Centrum handlowe Tkalnia otrzymało 2 prestiżowe nagrody w plebiscytach Property Design Awards 2020 (nagroda w kategorii „Bryła: Centrum Handlowe”) oraz CEE Retail Awards 2020 (nagroda w kategorii Projekt roku: Mały projekt handlowy).